# Schillerstraße 53 (Mönchengladbach)

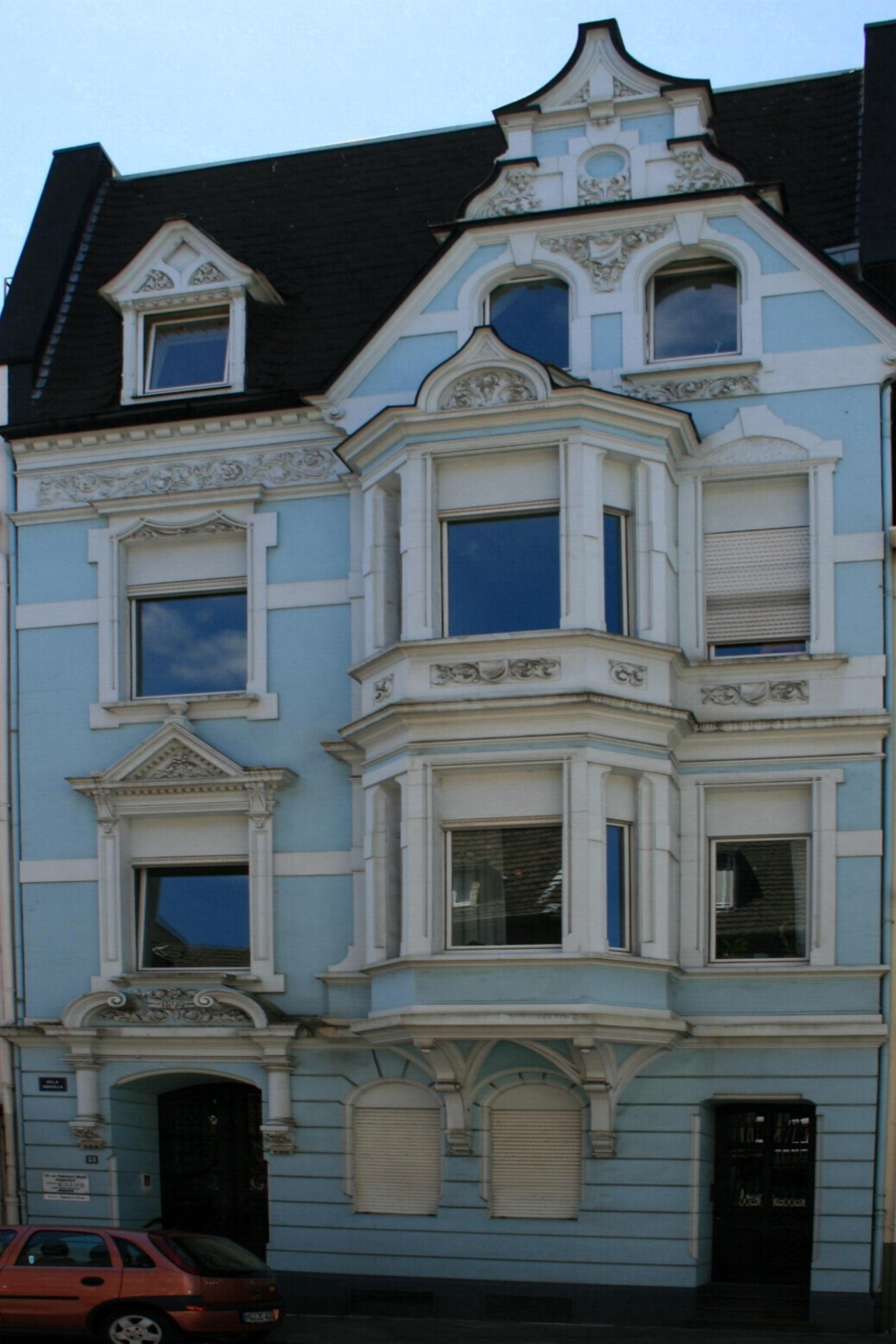
Wohnhaus (2010)

Das Wohnhaus Schillerstraße 53 steht im Stadtteil Gladbach in Mönchengladbach (Nordrhein-Westfalen).
Das Gebäude wurde Ende des 19. Jahrhunderts erbaut und unter Nr. Sch 039 am 7. August 1990 in die Denkmalliste der Stadt Mönchengladbach eingetragen.

## Lage
Das Objekt liegt in historischen Stadterweiterungsgebiet zwischen Altstadt und Eicken in der Schillerstraße als Querverbindung zwischen Hohenzollern- und Hindenburgstraße. 

## Architektur
Es handelt sich um ein dreigeschossiges, unregelmäßig mehrachsiges traufenständiges, mit einem Zwerchgiebel und zweigeschossigem, fünfachsigen Erker versehenes Haus. Das gegen Ende des 19. Jahrhunderts erbaute Haus schließt mit einem steilen Mansarddach ab. 